# Kurowska Góra (Pogórze Rożnowskie)

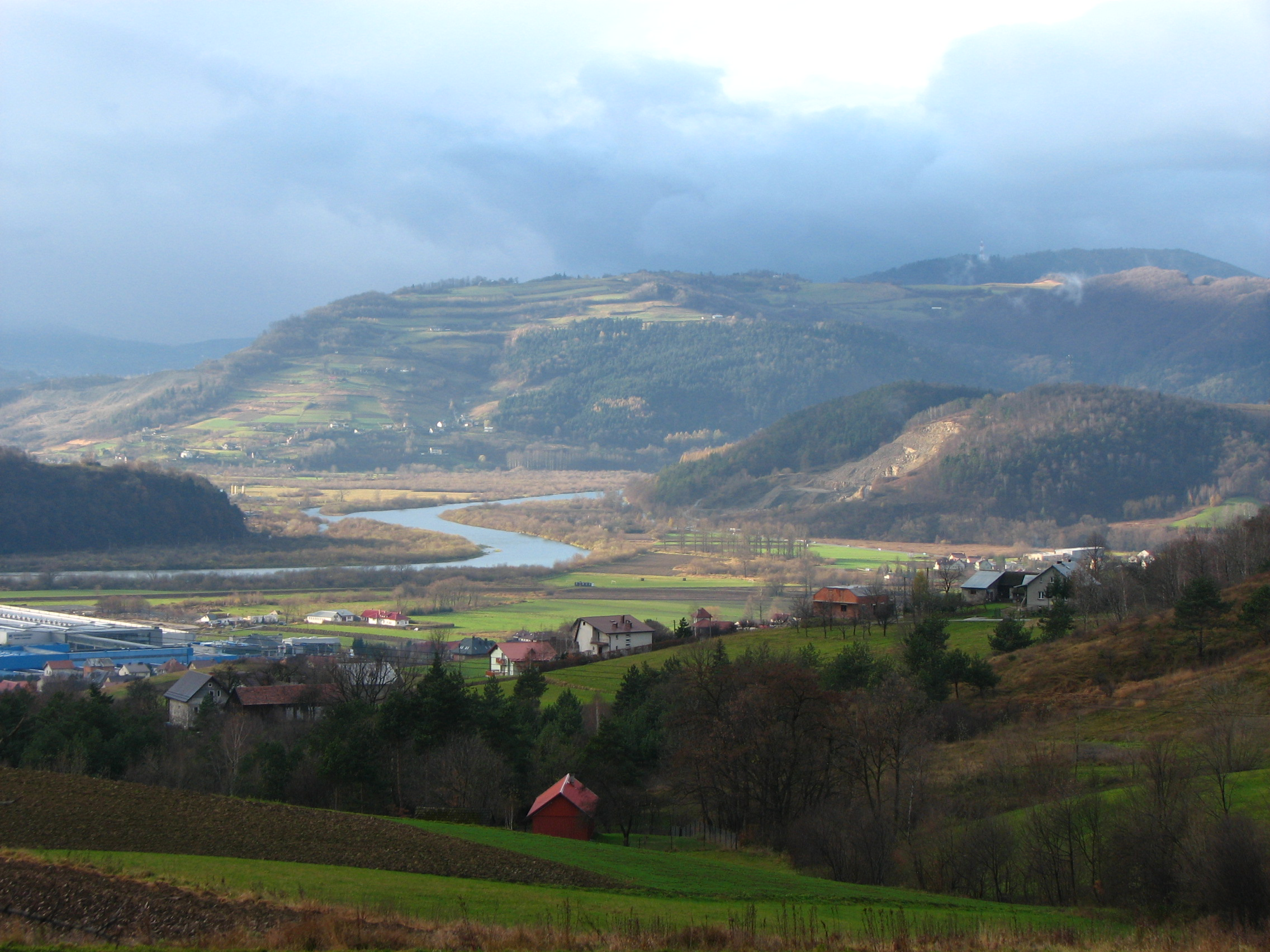
Przełom Dunajca

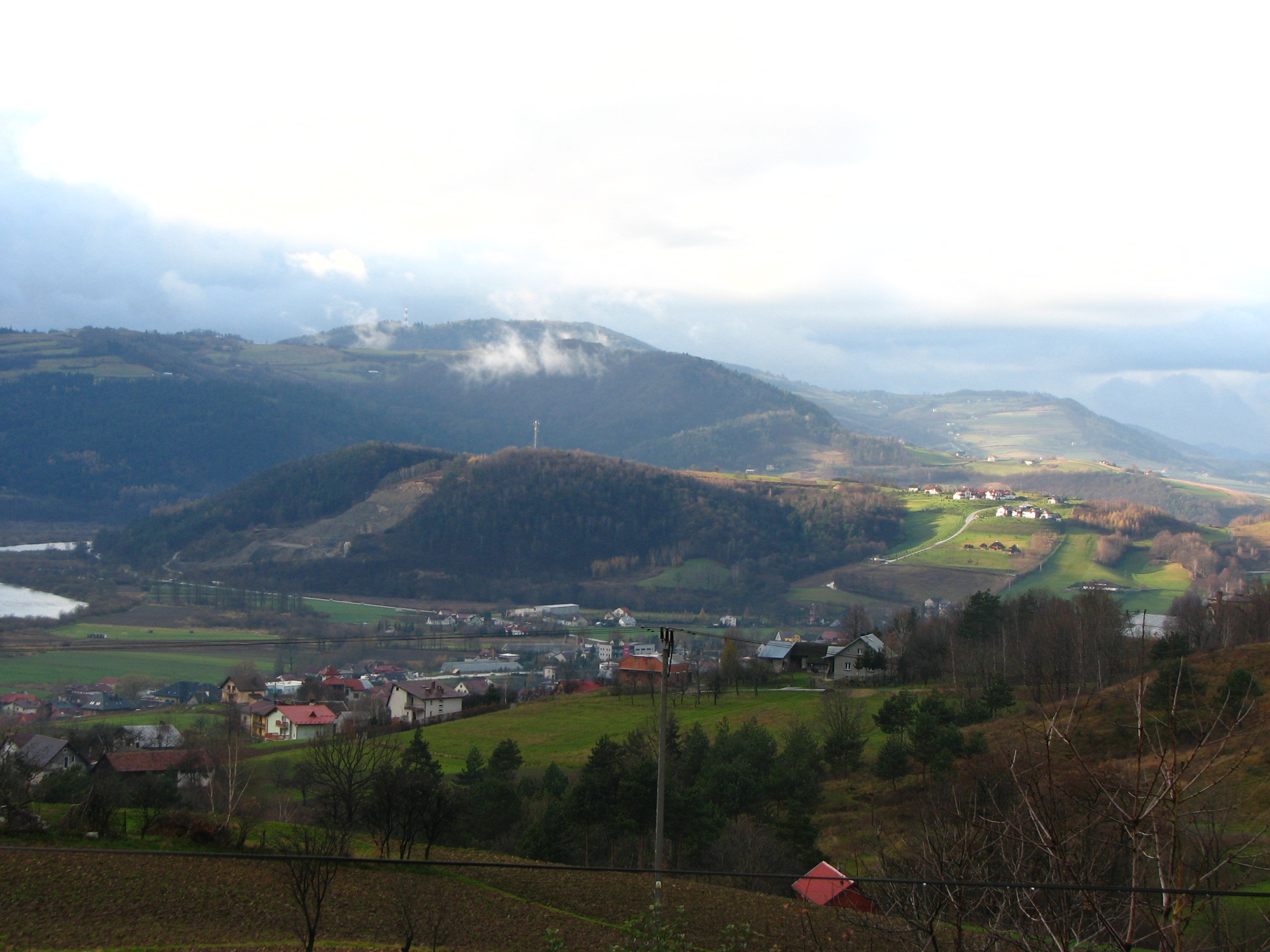
Kurowska Góra

Kurowska Góra (402 m) – szczyt na Pogórzu Rożnowskim. Znajduje się w obrębie wsi Kurów, w widłach dróg krajowej nr 75 i wojewódzkiej nr 975. Na południowych zboczach (przy drodze nr 75) znajduje się czynny kamieniołom.
Kurowska Góra jest w większości zalesiona. Jej południowe i zachodnie podnóża opływa Dunajec. W północno-wschodnim kierunku grzbiet Kurowskiej Góry przez przełęcz łączy się z Dąbrowską Górą (583 m). Kurowska Góra wraz z leżącą po przeciwnej, lewej stronie Dunajca Białowodzką Górą tworzą pierwsze przewężenie doliny Dunajca w jej podgórskim, trzecim przełomie.
Na Kurowskiej Górze, zwanej też Zamczyskiem, Zamkową Górą lub Grodziskiem, znajdują się pozostałości późnołużyckiego grodziska, otoczonego wałem i fosą. Gród ten istniał jeszcze w XIII i XIV wieku. Według niektórych badaczy był to znany z przekazów piśmiennych zamek Lemiesz.